# Johannes von Wicht
Johannes von Wicht (* 3. Februar 1888 in Malente; † 20. Januar 1970 in Brooklyn), auch John von Wicht, war ein deutsch-amerikanischer Maler.

## Leben
Von Wicht begann im Jahr 1907 zu zeichnen. Nach ersten Ausstellungen erfolgte die Aufnahme an die private Kunstschule des hessischen Großherzogs in Darmstadt. Im Ersten Weltkrieg wurde von Wicht schwer verwundet. Die Auswanderung in die USA erfolgte 1923.

## Auszeichnungen und Ehrungen
- 1950, 1955: Ausstellungspreis Brooklyn Museum
- 1958: Audubon Artists Exhibition Medaille
- 1958: Boston Art Festival Auszeichnung
- 1960: Ford Foundation Purchase Preis

Quelle: